# Canon EOS 40D
Máy ảnh  Canon EOS 40D là một máy ảnh kỹ thuật số ống kính đơn phản xạ bán chuyên nghiệp với độ phân giải 10.1 megapixel. Canon giới thiệu máy ảnh 40D lần đầu tiên vào ngày 20 tháng 8 năm 2007 và đưa ra thị trường cuối tháng đó.

## Cải tiến
So với 30D, 40D có độ phân giải cao hơn (10,1 so với 8,2 triệu điểm ảnh), khả năng chụp liên tiếp nhanh hơn (6,5 so với 5 khung hình/giây), có khả năng ghi ảnh ở định dạng RAW 14-bit thay vì 12 bit ở 30D. Ngoài ra, 40D có thêm hệ thống làm sạch bụi ở cảm biến và sử dụng bộ xử lý ảnh DIGIC III mà trước đó có trong Canon EOS-1D Mark III.
Các đặc điểm vượt trội so với 30D bao gồm:
- Độ phân giải cảm biến tăng lên 10,1 megapixel (3888x2592)
- Thêm nút AF-On cho phép người dùng có thêm nút để lấy nét thay vì ấn nửa nút chụp
- Tốc độ chụp liên tiếp lên tới 6,5 hình/giây
- Màn hình LCD vẫn giữ nguyên độ phân giải nhưng kích thước tăng lên 3 inch (7,6 cm)
- Thêm tính năng tự làm sạch cảm biến (rung cảm biến ở tần số cao)
- Hệ thống lấy nét 9 điểm dạng ngang dọc (điểm chính giữa dạng ngang dọc chéo ở f/2.8 trở lên)
- Có chế độ Live view
- Khả năng chụp RAW - Jpeg cùng lúc
- Ngõ ra USB 2.0

## Ảnh chụp bởi Canon EOS 40D

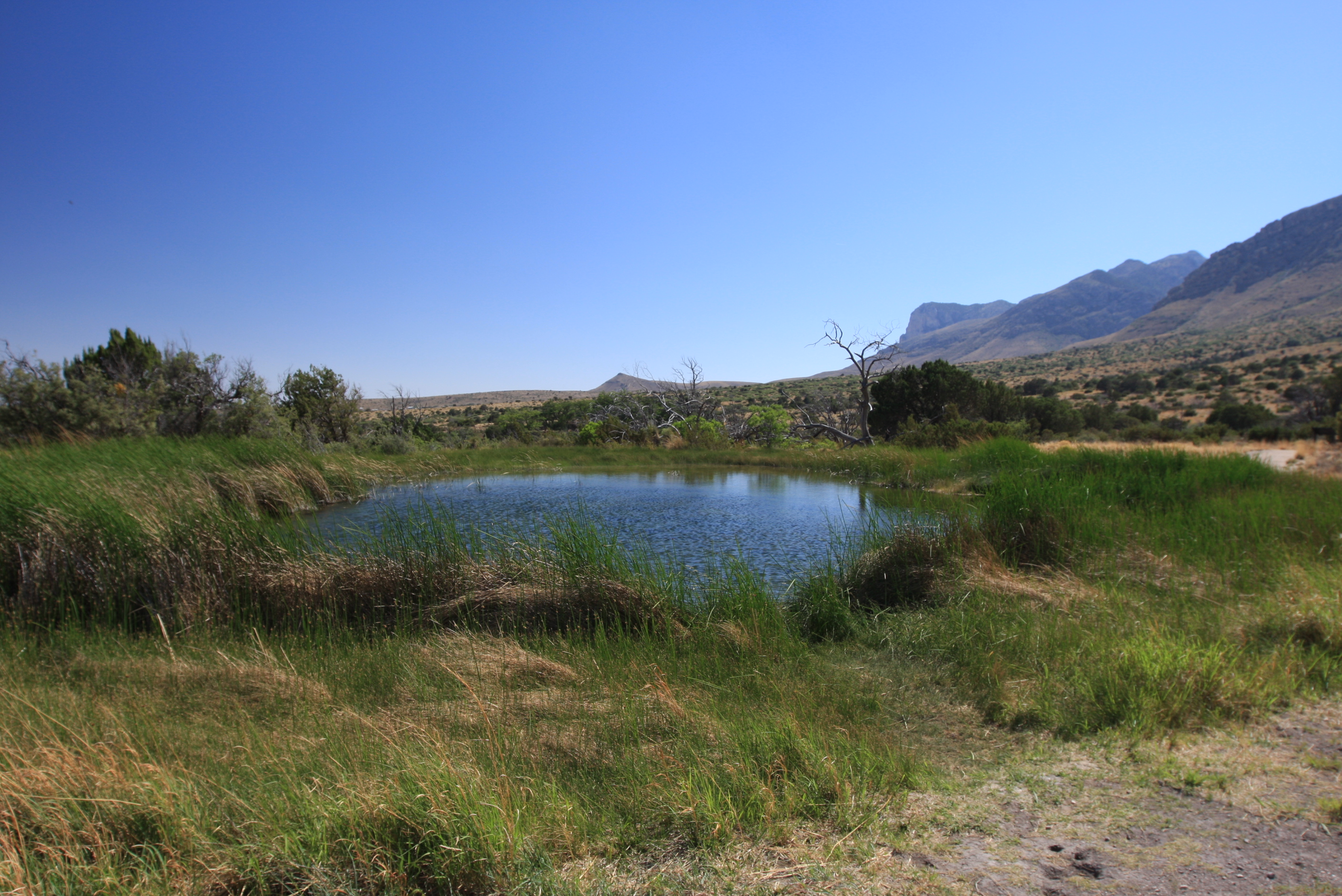
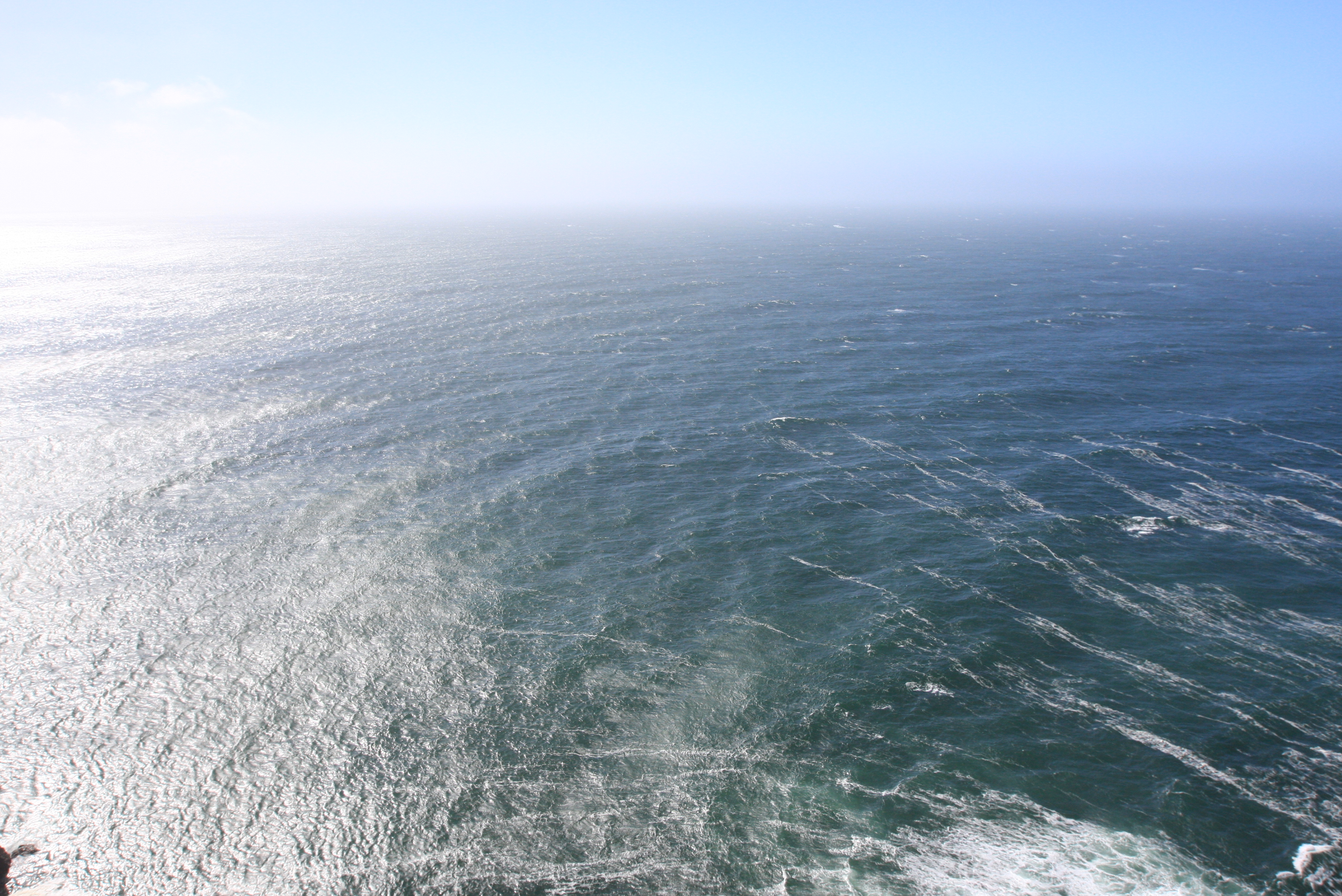
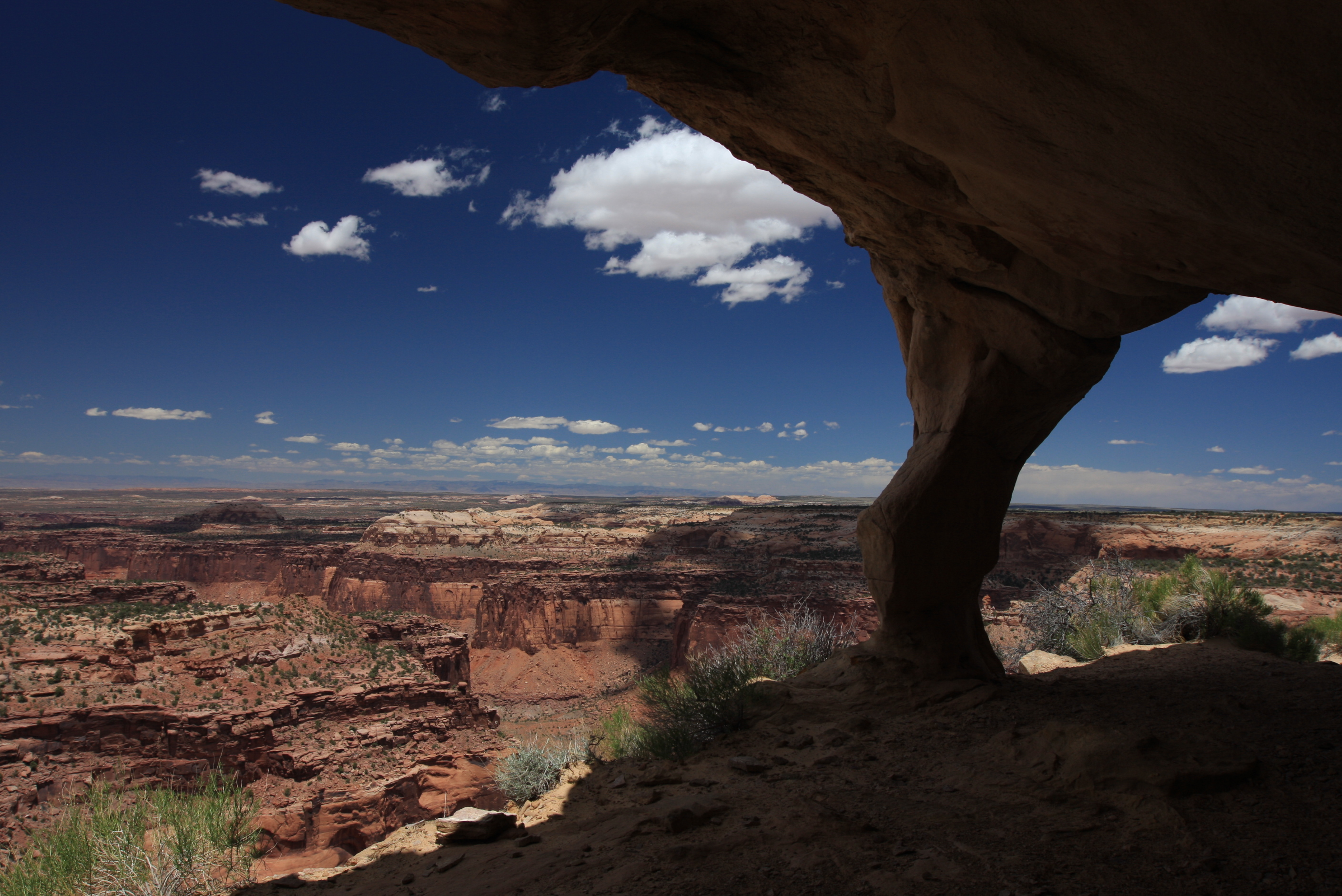

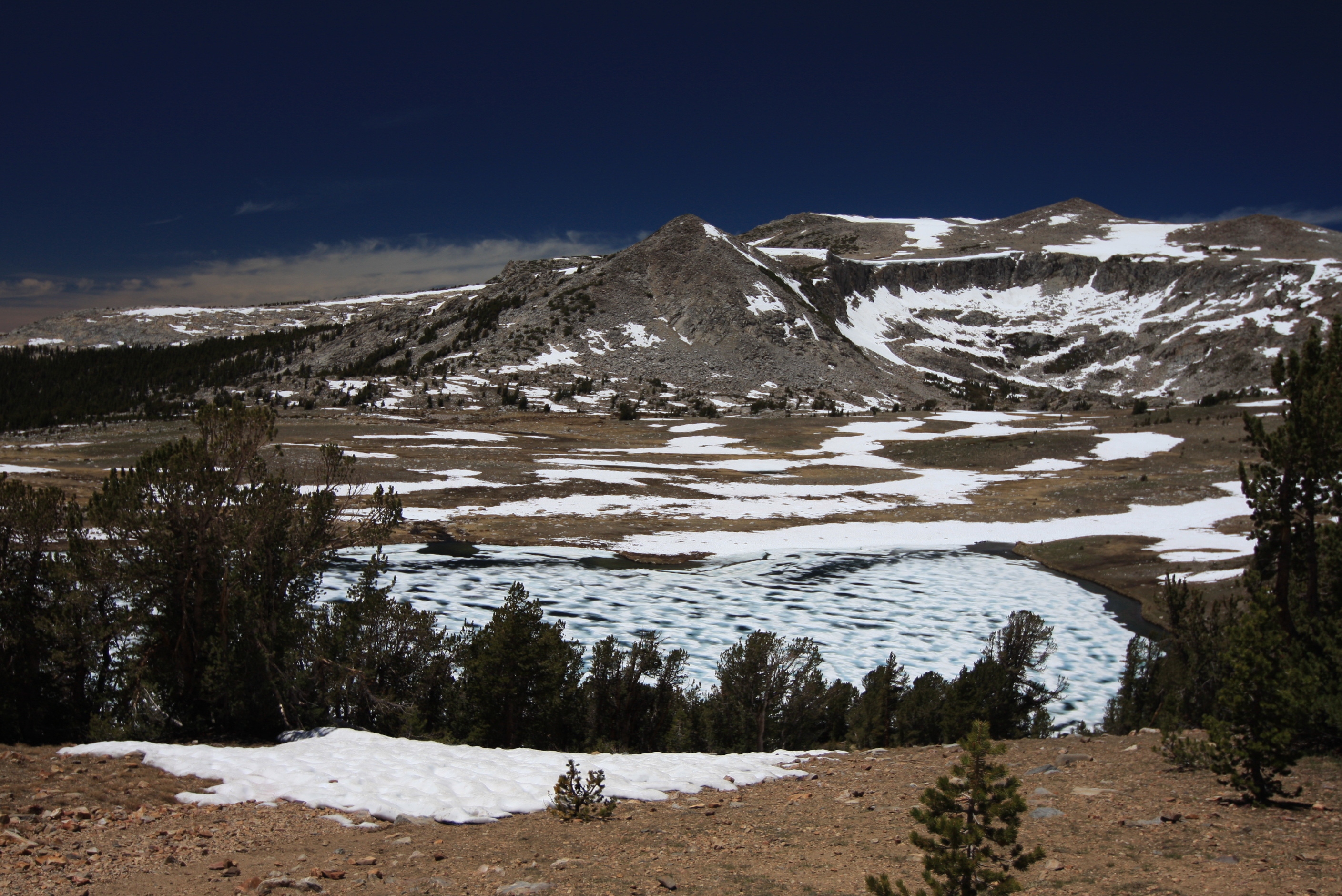
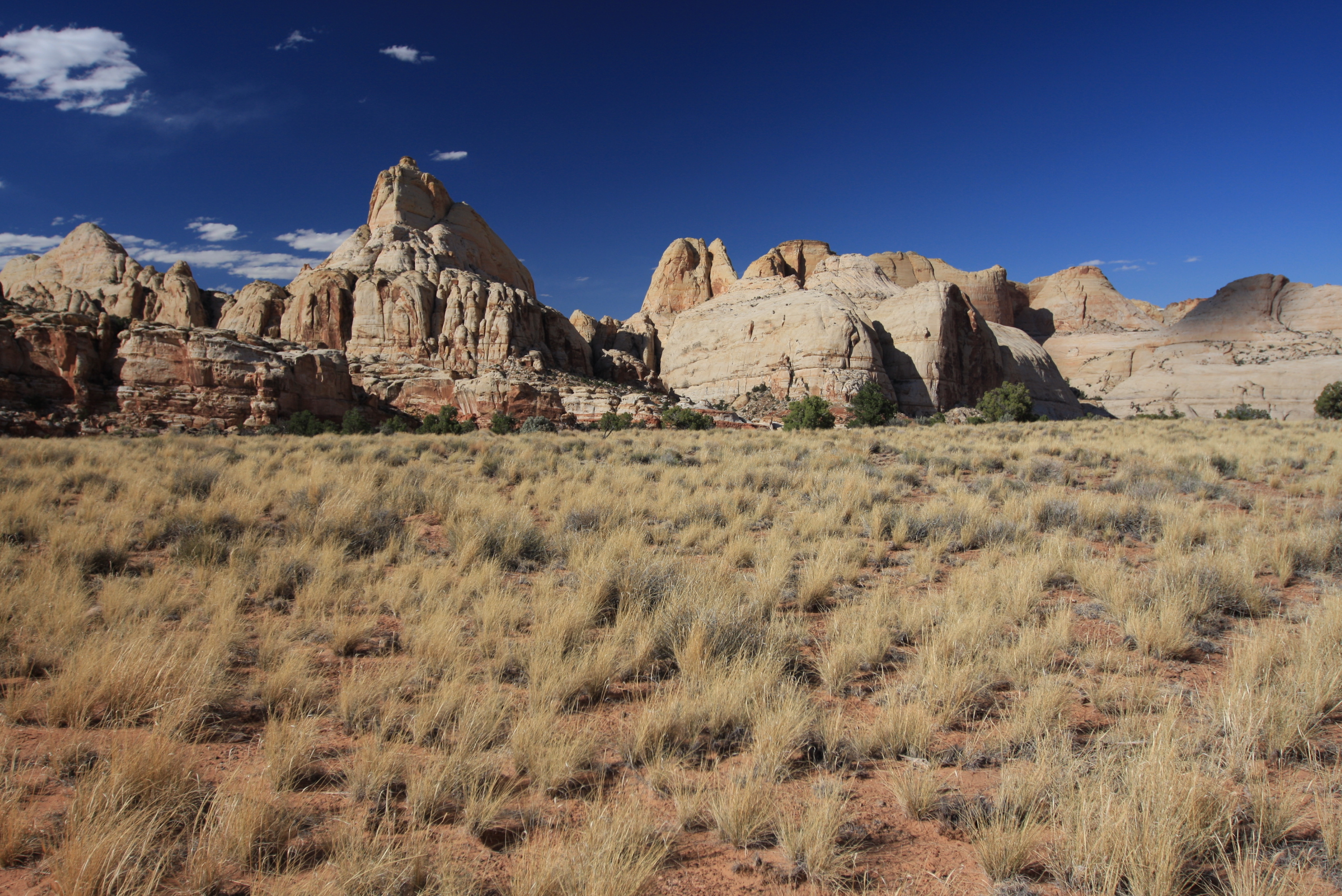
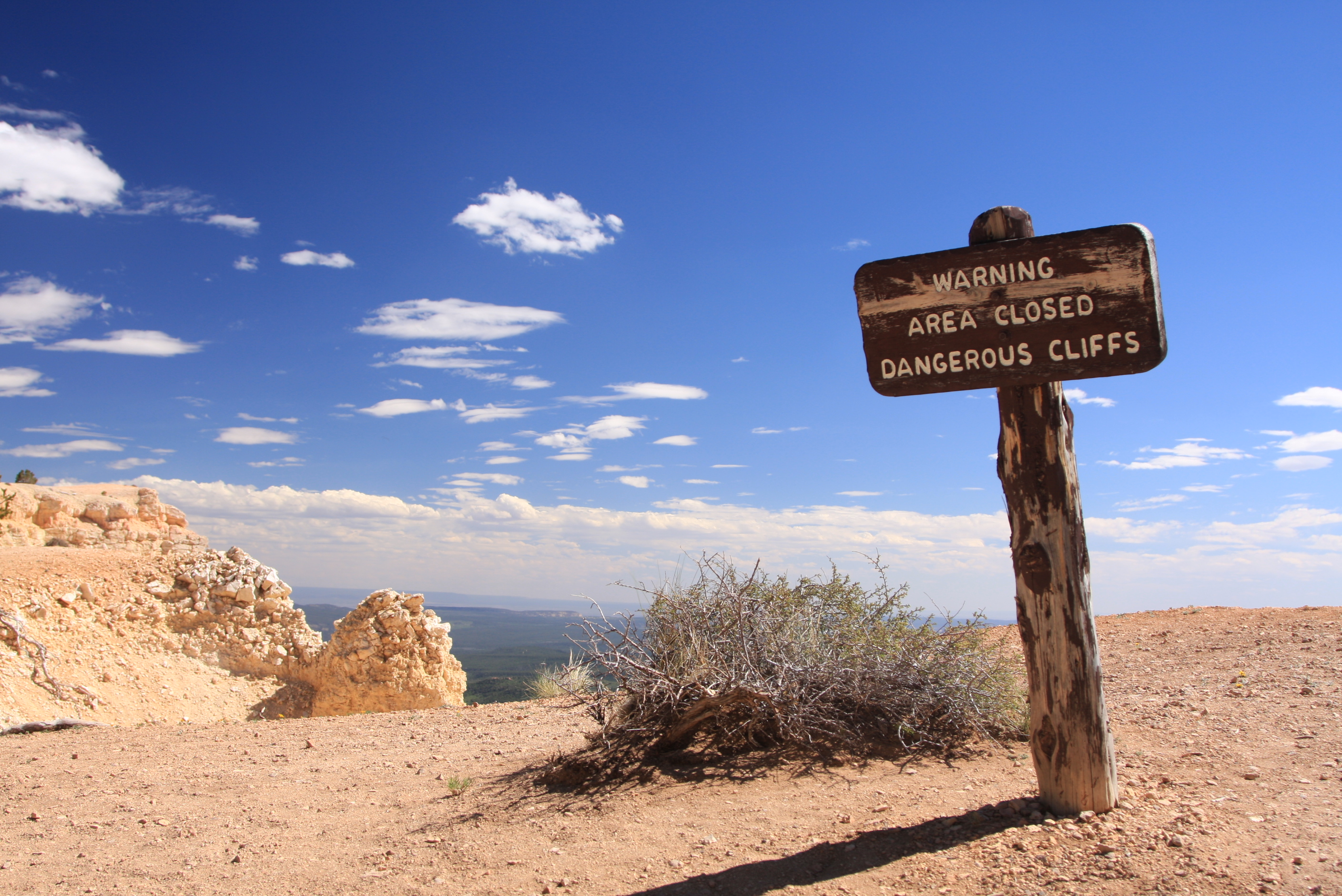

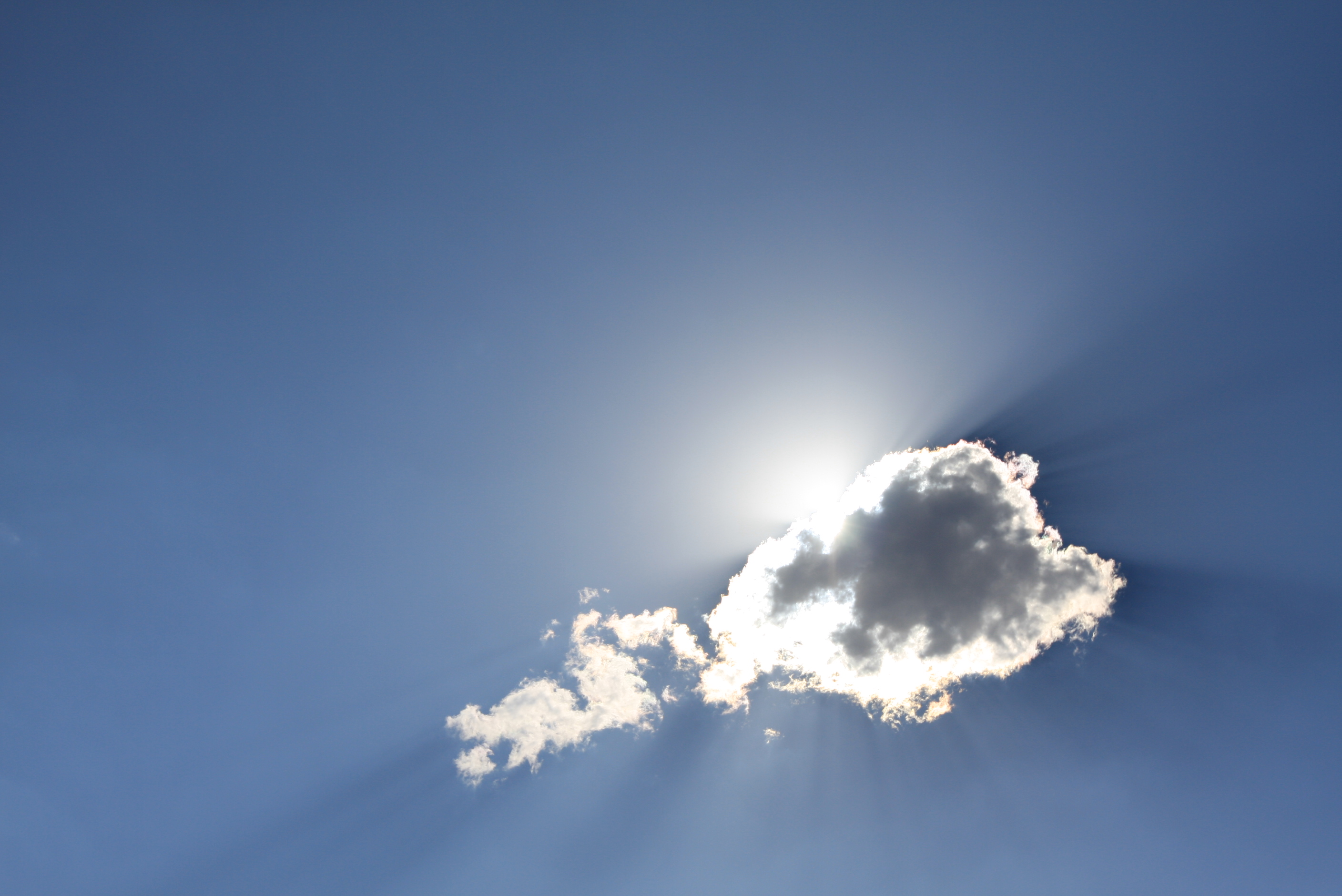

- Ảnh phong cảnh:

- Ảnh không gian:

## Thông số kỹ thuật
- Số điểm ảnh hiệu dụng:	10,1 megapixel
- Vi xử lý DIGIC III
- Màn hình LCD 3inch
- Ngắm ảnh sống qua màn hình (Live View).
- 9 điểm lấy nét
- Tích hợp đèn sáng
- Hệ thống làm sạch cảm biến
- Độ nhạy sáng (ISO):100-1600
- Chụp liên tiếp 6,5 khung hình/giây
- Sử dụng ông kính EF/EF-S
- Chuẩn giao tiếp: USB. Video Out (NTSC/PAL)
- Định dạng file ảnh: JPEG, RAW và RAWs
- Loại pin sử dụng: BP-511/BP-511A hay BP-512/BP-514
- Loại thẻ nhớ: thẻ CF hoặc Microdrive
- Trọng lượng: 740 g